# Euxoa uniformis
Euxoa uniformis là một loài bướm đêm trong họ Noctuidae.